# John Fane, 10. hrabě z Westmorlandu
John Fane, 10. hrabě z Westmorlandu (John Fane, 10th Earl of Westmorland, 10th Baron Burghersh) (1. června 1759, Londýn, Anglie – 15. prosince 1841, Brighton, Anglie) byl britský politik za staré anglické šlechty. Jako dědic hraběcího titulu zasedal od roku 1780 ve Sněmovně lordů a díky přátelství s premiérem Williamem Pittem se od mládí uplatňoval ve vysokých funkcích ve státní správě i u dvora. Mimo jiné byl místokrálem v Irsku (1790–1795), později téměř třicet let v šesti vládách zastával úřad lorda strážce tajné pečeti (1798–1806, 1807–1827). Byl rytířem Podvazkového řádu.

## Kariéra

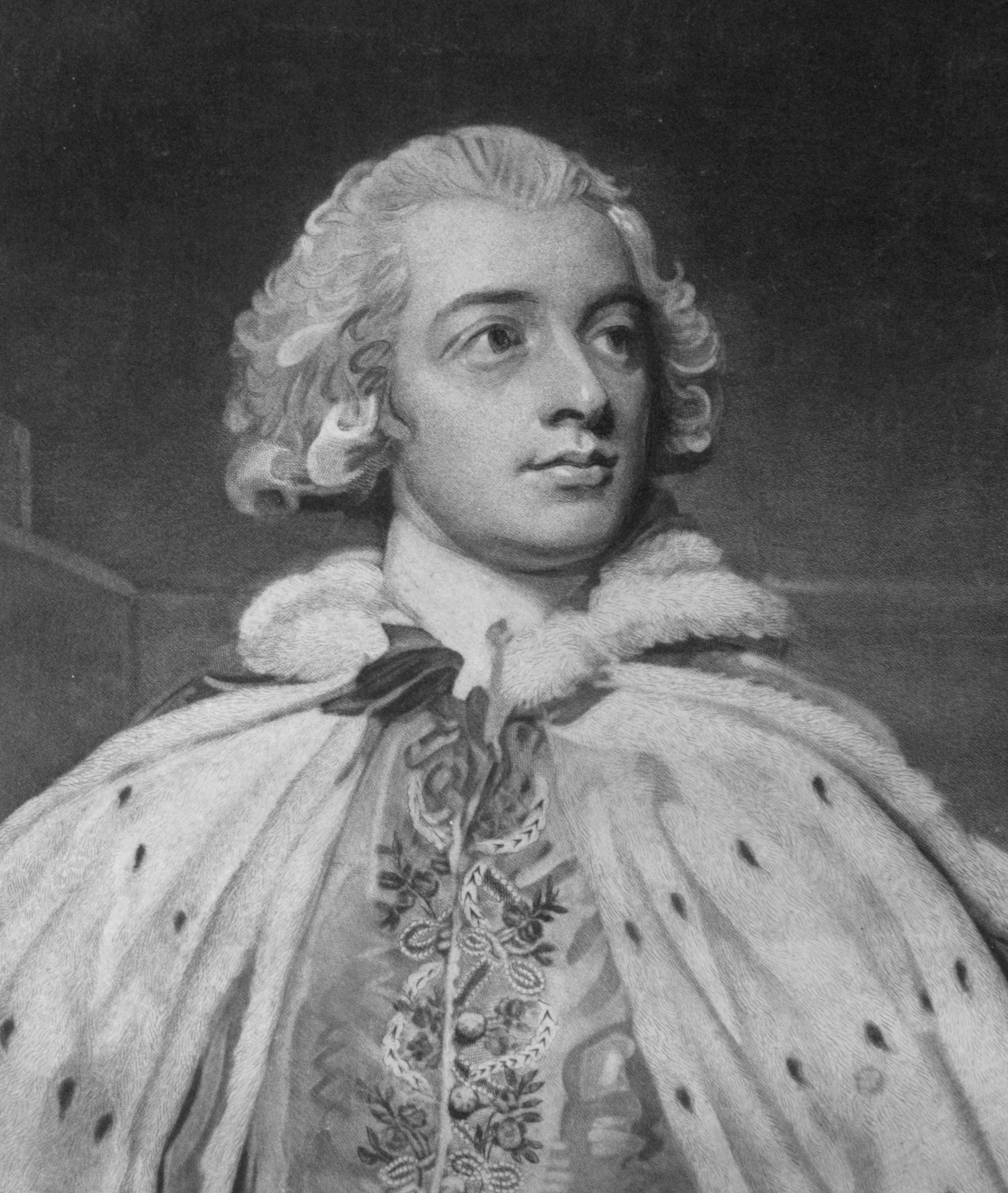
John Fane, 10. hrabě z Westmorlandu (1796)

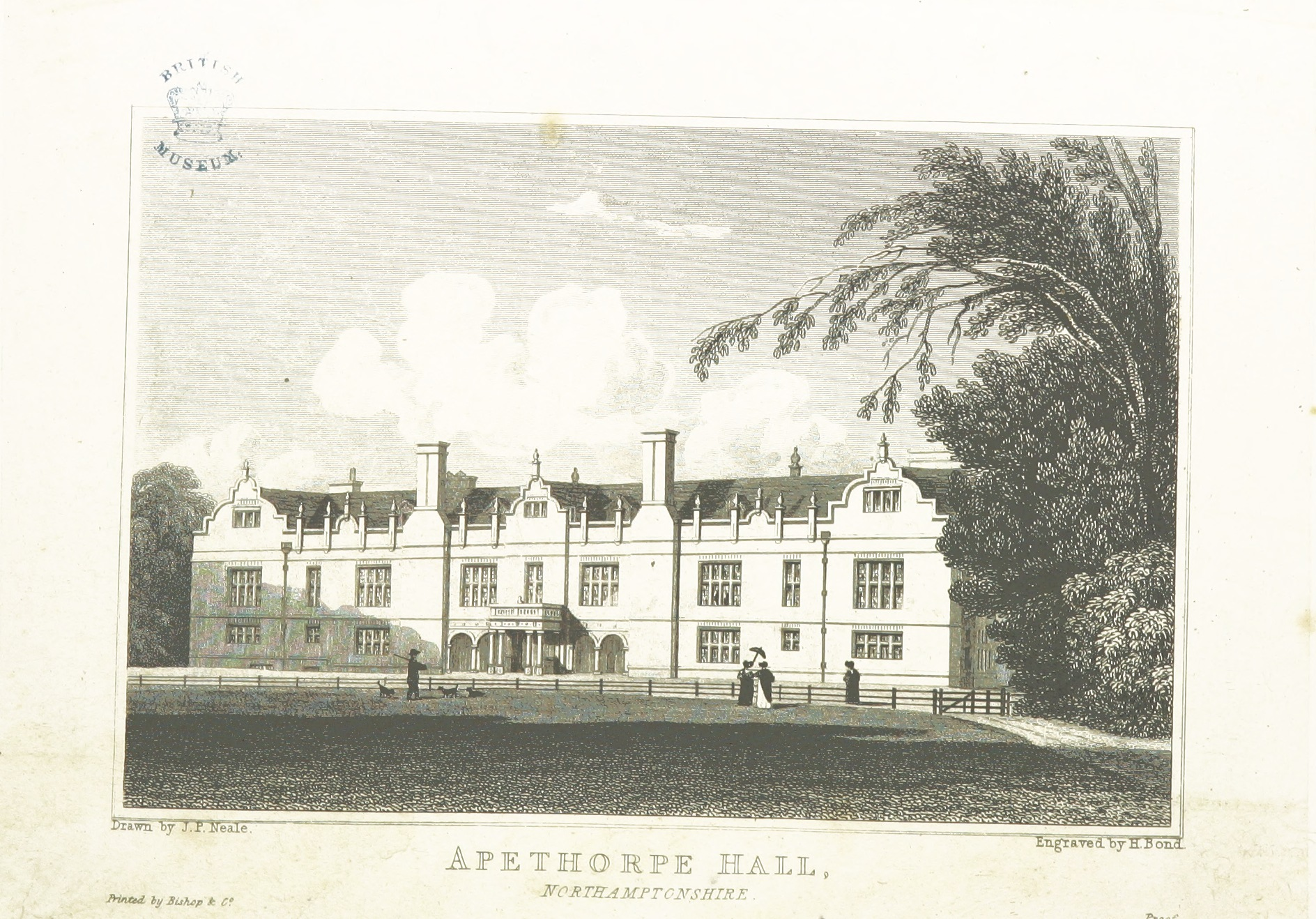
Zámek Apethorpe Hall (Northamptonshire, hlavní rodové sídlo hrabat z Westmorlandu

Pocházel ze starobylého šlechtického rodu Fane, titul hrabat z Westmorland jim náležel od roku 1624. Narodil se jako nejstarší syn Johna Fane, 9. hraběte z Westmorlandu (1728–1774), matka Augusta Bertie (1732–1766) pocházela z rodu vévodů z Ancasteru. Rodové tituly zdědil po otci v roce 1774, po dosažení zletilosti vstoupil do Sněmovny lordů, mezitím studoval v Cambridge. Během studií se spřátelil s Williamem Pittem, v Horní sněmovně se pak přidal k toryům. Do Pittovy vlády vstoupil nejprve jako generální poštmistr (1789–1790), od roku 1790 byl též členem Tajné rady. V roce 1790 vystřídal nepopulárního markýze z Buckinghamu ve funkci irského místokrále a vykonával ji přesně pět let (od ledna 1790 do ledna 1795), v roce 1793 získal Podvazkový řád. Z Irska byl odvolán kvůli svým postojům v otázce emancipace katolíků. Po návratu do Londýna zaujal pozici nejvyššího štolby království (1795–1798), poté po premiérovu starším bratrovi hraběti z Chathamu převzal úřad lorda strážce tajné pečeti (1798–1806), který zastával do konce Pittovy vlády a ještě v Addingtonově kabinetu. Po nástupu whigů byl v letech 1806–1807 krátce v opozici, ale pak znovu získal funkci lorda strážce tajné pečeti a vykonával ji dalších dvacet let ve všech následujících vládách (1807–1827). Od roku 1828 až do smrti byl lordem místodržitelem v hrabství Northampton, kde vlastnil statky. V roce 1821 byl členem regentské rady. Poslední léta života strávil v ústraní kvůli špatnému zraku.

## Rodina

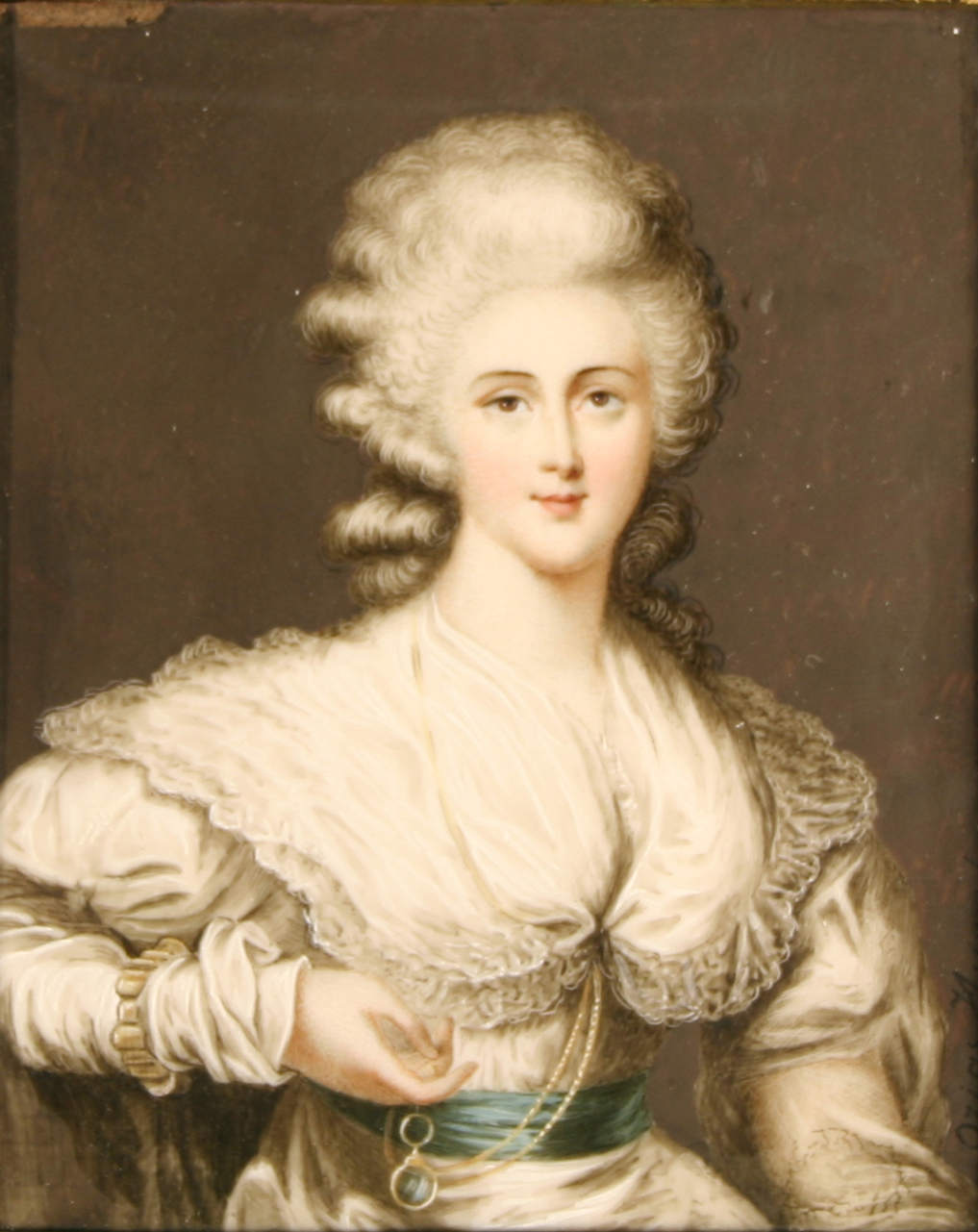
Sarah, hraběnka z Westmorlandu, rozená Child (1764–1793)

V roce 1782 se oženil se Sarah Childovou (1764–1793), jedinou dcerou bohatého bankéře Roberta Childa (1739–1782), manažera bankovního domu Child & Co. a majitele zámku Osterley Park v Londýně. Sarah se za hraběte z Westmorlandu provdala proti otcově vůli, protože ten neměl jiné dědice a plánoval dceru vdát za někoho mimo nejvyšší šlechtu, kdo by byl ochoten přijmout příjmení Child, což u velmi starého rodu Fane nebylo pravděpodobné. Sarah i její manžel byli proto vyloučeni z dědictví obrovského majetku Childů. Podle poslední vůle Roberta Childa měl majetek Childů připadnout až jejich druhorozenému synovi, případně nejstarší dceři. Protože hrabě z Westmorlandu měl se Sarah Childovou jen jednoho syna, dědictví Childů připadlo jejich nejstarší dceři Sarah (1785–1867), provdané do rodu Villiersů v linii hrabat z Jersey (ti také v roce 1819 přijali jméno Child-Villiers). Po ovdovění se 10. hrabě z Westmorlandu podruhé oženil v roce 1800 s Jane Huck-Saunders (1780–1857), praneteří admirála Charlese Saunderse. Její sestra Anne byla manželkou 2. vikomta Melvilla, který byl členem vlády jako dlouholetý první lord admirality Westmorlandovým kolegou v několika vládách.
Potomstvo:
- John Fane, 11. hrabě z Westmorlandu (1784–1859), generál, diplomat
- Sarah Fane (1785–1867), manžel 1804 George Villiers, 5. hrabě z Jersey (1773–1859), nejvyšší komoří, nejvyšší štolba
- Augusta Fane (1786–1871), 1. manžel 1804 John Parker, 1. hrabě Morley (1772–1840), 2. manžel 1809 Arthur Paget (1771–1840), diplomat, vyslanec ve Vídni a Istanbulu
- Mary Fane (1787–1834), manžel 1805 John Ponsonby, 4. hrabě z Bessborough (1781–1847), místokrál v Irsku 1846–1847
- Charlotte Fane (1793–1822)
- Charles Saunders Fane (1802–1810)
- Henry Sutton Fane (1805–1810)
- Montague Villiers Fane (1805–1857)